# Javier Culson
Javier Culson (Ponce, 25 juli 1984) is een Puerto Ricaanse hordeloper. Zijn specialiteit is de 400 m horden. Hij nam driemaal deel aan de Olympische Spelen en won in 2012 (Londen) de bronzen medaille op de 400 m horden.

## Loopbaan
Culson deed op de wereldkampioenschappen in 2007 in Osaka voor het eerst mee aan een groot toernooi en haalde de halve finales op de 400 m horden. Ook op de Olympische Spelen van 2008 in Peking kwam hij tot de halve finales.
Op de WK van 2009 in Berlijn behaalde Culson de zilveren medaille in een persoonlijk en nationaal record van 48,09 s. Ook twee jaar later op de WK in Daegu wist Culson het podium te bereiken. Hij werd tweede in 48,44. 
Culson behaalde een olympische medaille tijdens de Spelen van Londen: hij werd derde in 48,10 s. Tijdens de openingsceremonie was hij de vlaggendrager voor zijn vaderland. In 2013 eindigde Culson als zesde tijdens de WK van Moskou, alhoewel hij sneller liep dan hij deed bij de vorige WK-finale (48,38 om 48,44).
In 2010 werd hij onderscheiden met de titel "Puerto Ricaans atleet van het jaar".

## Titels
- Ibero-Amerikaans kampioen 400 m horden - 2006

## Persoonlijke records
| Onderdeel    | Prestatie           | Datum         | Plaats   |
| ------------ | ------------------- | ------------- | -------- |
| 400 m        | 45,99 s             | 31 maart 2012 | Ponce    |
| 800 m        | 1.49,97             | 19 maart 2011 | Mayaguez |
| 400 m horden | 47,72 s (nat. rec.) | 8 mei 2010    | Ponce    |

## Progressie
| Jaar | Tijd  | Plaats             | Datum      |
| ---- | ----- | ------------------ | ---------- |
| 2016 | 48,46 | BRA Rio de Janeiro | 16/08/2016 |
| 2015 | 48,48 | USA New York       | 13/06/2015 |
| 2014 | 48,03 | USA New York       | 14/06/2014 |
| 2013 | 48,14 | SUI Lausanne       | 04/07/2013 |
| 2012 | 47,78 | FRA Saint-Denis    | 06/07/2012 |
| 2011 | 48,32 | BEL Brussel        | 16/09/2011 |
| 2010 | 47,72 | PUR Ponce          | 08/05/2010 |
| 2009 | 48,09 | GER Berlijn        | 18/08/2009 |
| 2009 | 48,29 | FRA Monaco         | 28/07/2009 |
| 2008 | 48,87 | JAM Kingston       | 03/05/2008 |
| 2007 | 49,07 | JAM Kingston       | 05/05/2007 |
| 2006 | 49,48 | PUR Carolina       | 18/03/2006 |
| 2005 | 50,62 | PUR Dorado         | 12/06/2005 |
| 2004 | 50,77 | VEN Barquisimeto   | 28/05/2004 |
| 2003 | 51,10 | BAR Bridgetown     | 20/07/2003 |

## Uitslagen

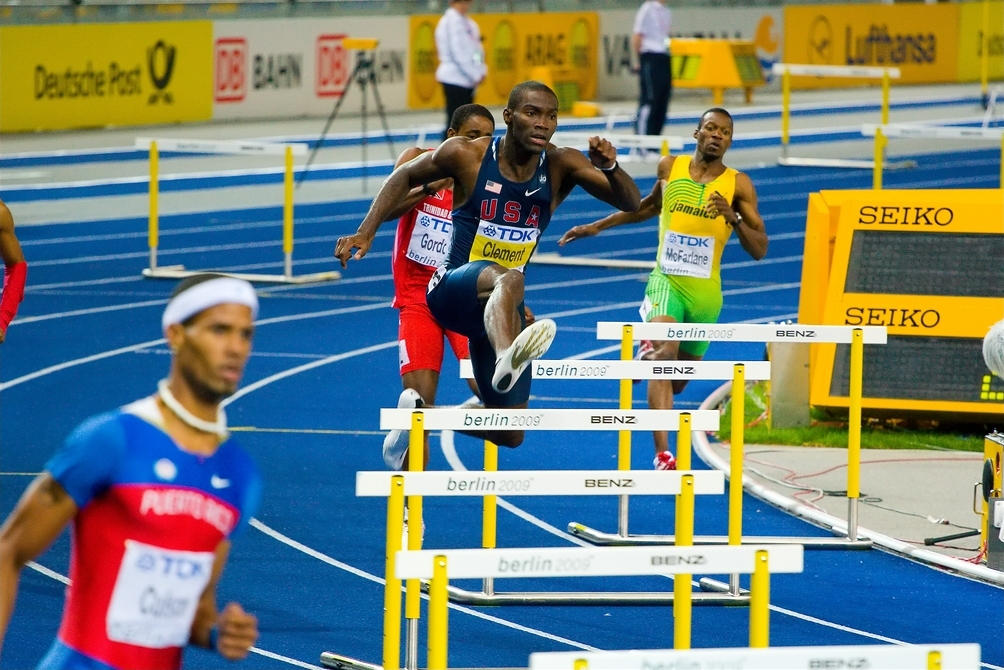
Culson (voorgrond links) tijdens de WK in Berlijn, 2009.

### 400 m horden
Kampioenschappen
- 2003:  Pan-Amerikaanse jeugdkamp. - 51,10 s
- 2004: 9e Ibero-Amerikaanse kamp. - 53,66 s
- 2006:  Ibero-Amerikaanse kamp. – 49,71 s
- 2006: 6e Pan-Amerikaanse Spelen - 49,46 s
- 2007: 7e in 1/2 fin. WK – 49,64 s
- 2008: 8e in 1/2 fin. OS – 49,85 s
- 2009:  WK – 48,09 s
- 2010:  Continental Cup - 48,08 s
- 2010:  Centraal Amerikaanse en Caribische Spelen - 48,58 s
- 2011:  WK – 48,44 s
- 2012:  OS - 48,10 s
- 2013: 6e WK - 48,38 s
- 2013:  Memorial Van Damme – 48,60 s
- 2014:  Continental Cup - 48,88 s
- 2014:  FBK Games - 48,66 s
- 2015: 18e WK - 49,36 s
- 2015:  Pan-Amerikaanse Spelen - 48,67 s
- 2016: DSQ OS (48.46 in ½ fin.)

Diamond League-overwinningen
- 2011: Adidas Grand Prix – 48,50 s
- 2011: London Grand Prix – 48,33 s
- 2011: Memorial Van Damme – 48,32 s
- 2012: Golden Gala – 48,14 s
- 2012: Bislett Games – 47,92 s
- 2012: Meeting Areva – 47,78 s
- 2012: London Grand Prix – 47,78 s
- 2012:  Eindzege Diamond League
- 2013: Sainsbury’s Grand Prix – 48,59 s
- 2013: Athletissima – 48,14 s
- 2013:  Eindzege Diamond League
- 2014: Athletissima – 48,32 s
- 2014: Glasgow Grand Prix – 48,35 s

### 4 x 400 m
- 2014:  Continental Cup - 3.02,78